# 웅 (프로게이머)
웅(본명: 장건웅, 1990년 2월 27일 ~ )은 대한민국의 전직 리그 오브 레전드 프로게이머이다. 프로게임단 지도자로도 활동했다. 선수 시절 포지션은 탑 라이너였으며 Woong이라는 아이디를 사용했다.

## 선수 시절
2011년 10월, 아주부 프로스트에 입단하면서 프로 커리어를 시작했다. 웅은 프로스트의 탑 라이너로 활동했다. 이후 프로스트에 샤이가 영입되면서 원딜로 포지션을 변경했다. 2012 서머 시즌 팀의 LCK 우승에 기여했다. 리그 오브 레전드 월드 챔피언십 시즌 2에서는 로스터에 포함되면서 참가했다. 롤드컵에서 팀의 준우승에 기여했다.
2013년 6월, MiG 위키드에 입단했다.
2013년 9월, 퀀틱 게이밍에 입단했다.
2013년 10월, 은퇴를 선언했다.

## 은퇴 이후
2014년 2월, 아마추어팀인 마이다스 FIO의 코치로 부임했다.
2016년 5월, 오버워치 팀인 MIG의 감독으로 부임했다.
2019시즌을 앞두고는 한화생명 e스포츠의 코치로 부임했다.

## 수상 경력
- 인벤 올스타 토너먼트 준우승
- 리그 오브 레전드 신림동 PC방 대항전  우승
- LoL 인비테이셔널 우승
- 리그디스 네임드 초청 토너먼트 준우승
- 인벤 네임드 챔피언십 준우승
- 아주부 리그 오브 레전드 더 챔피언스 스프링 2012 준우승
- 아주부 리그 오브 레전드 더 챔피언스 서머 2012 우승
- 리그 오브 레전드 월드 챔피언십 시즌 2 준우승
- 올림푸스 리그 오브 레전드 챔피언스 윈터 2012-2013 준우승
- IEM 시즌 7 월드 챔피언십 준우승